# 九四式艦上爆撃機
愛知 D1A 九四式艦上爆撃機
満洲国海上警察隊の九四式艦上爆撃機
- 分類：艦上爆撃機
- 設計者：愛知時計電機（原設計ハインケル社）
- 製造者：愛知時計電機
- 運用者：

  -  大日本帝国海軍
  -  満洲国海上警察隊
- 初飛行：1934年
- 生産数：162機
- 生産開始：1935年1月
- 運用開始：1934年12月
- 退役：1942年
- 運用状況：退役

九四式艦上爆撃機（きゅうよんしきかんじょうばくげきき）は、愛知航空機（当時は愛知時計電機）が製造し、日本海軍が1934年（昭和9年）に制式採用した複葉艦上爆撃機。略称は九四艦爆、九四式艦爆。海軍の記号はD1A1、連合軍コードネームはSusie（スージー）。

## 八試特殊爆撃機
日本海軍は敵航空母艦に対する攻撃手段としての急降下爆撃に着目し、昭和6年以来六試特殊爆撃機、七試特殊爆撃機と毎年試作を繰り返してきていたが制式採用には至らなかった。昭和8年（1933年）にも八試特殊爆撃機の試作を発令し、これには空技廠の八試特爆D2Y1、中島飛行機の八試特爆1号D2N1、八試特爆2号D2N2、八試特爆3号D2N3、および愛知の八試特爆D1A1が応じたが、愛知の機体は、急降下時の強度が十分で操縦性、安定性に優れ、実用面でも申し分なかったため1934年（昭和9年）11月に九四式艦上軽爆撃機として採用された。なお、九四式艦上軽爆撃機は、1936年（昭和11年）に九四式艦上爆撃機と改称されている。

## ハインケル He 66
九四式艦上爆撃機D1A1として採用された愛知の八試特殊爆撃機（社内名称AB-9）は愛知独自の設計でなく、当時提携関係にあったハインケル社に愛知が設計を依頼した機体が元になっている。
愛知は急降下爆撃機の開発を行うに当たり、まったく経験がなかったことから、特別に海軍の許可を得てハインケルに艦上急降下爆撃機の日本向け試作を発注した。ハインケルは既存の艦上急降下爆撃機He 50の発展型He 66を以てこれに応えた。愛知が提出した八試特殊爆撃機はこのHe 66の発動機をジーメンス製のものから中島製の寿に換装したものである。生産型の九四式艦上爆撃機にはさらに主翼に5度の後退角を付ける、機体の軽量化を図るなどの改修が施された。
なお、愛知はAB-9と平行する形で五明得一郎技師を主務者として、密閉式風防や引込脚を採用した自社設計の「AB-11」の計画も進めていたが、実用性を重視する海軍の方針を受けて試作に至らぬまま中止されている。

## 戦歴
制式採用後九四式艦上爆撃機は、まず空母龍驤に搭載され、続いて空母加賀にも搭載され支那事変に参加した。1937年（昭和12年）8月に杭州の飛行場を攻撃したのが初陣でその後も精密爆撃に戦果をあげたが、次第に馬力不足が目立つようになり、発動機を換装して機体の改修を行った九六式艦上爆撃機の配備が進むとこれと交替して、1938年（昭和13年）末頃から次第に第一線を退いていった。その後は練習用爆撃機や雑用機として利用され、一部は満洲国の海上警察隊にも配備された。生産は1937年まで行われ、生産機数は162機であった。

## 性能諸元
- 乗員：2名
- 全幅：11.37m
- 全長：9.40m
- 主翼面積：34.05m2
- 自重：1,400kg
- 搭載量：1,000kg
- 全備重量：2,400kg
- 発動機：中島「寿」二型改一空冷星型9気筒
- 出力：460Hp（1,500m）
- 最大速度：281km/h（高度2,050m）
- 急降下制限速度：500km/h
- 実用上昇限度：7,000m
- 航続距離：1,050km（5.7時間）
- 武装：7.7mm×3（機首固定2+後席旋回1）
- 爆装：250kg×1、30kg×2

## 登場作品
『R.U.S.E.』
日本の偵察機として登場。